# Charbonnage de Winterslag

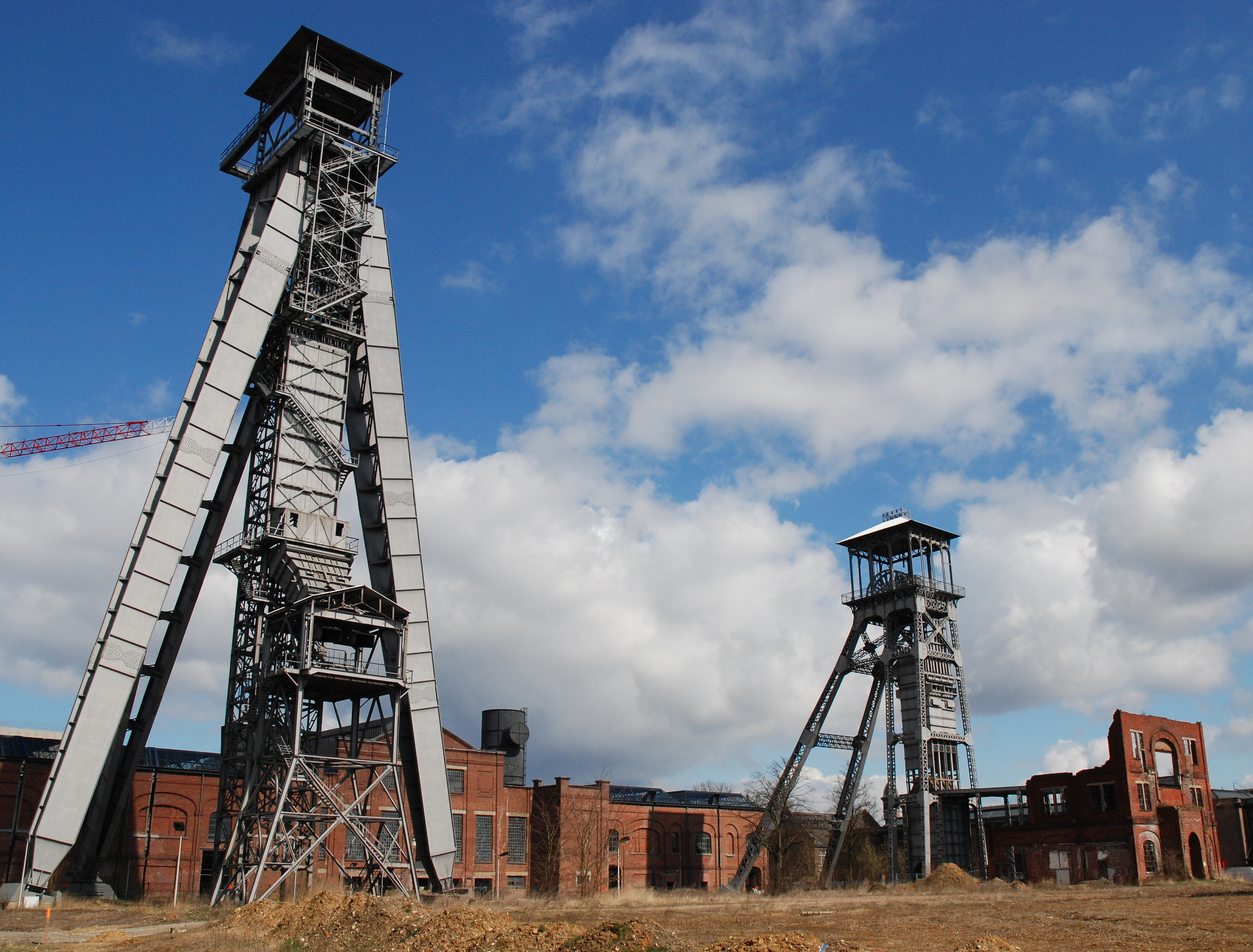
Vue des deux chevalets

Le Charbonnage de Winterslag a été créé et exploité de 1917 à 1988. Il s'agit de la plus ancienne mine du bassin ; c'est la première à avoir extrait du charbon.
La société est créée en 1912. Le puits atteint 850 mètres de profondeur. Ce charbonnage souffrira d'une mauvaise réputation à la suite de nombreux accidents.

## Vestiges
De nos jours, des travaux de restauration des anciens bâtiments du charbonnage ont lieu. 